# À quoi je sers...
À quoi je sers... è un singolo della cantautrice francese Mylène Farmer, pubblicato il 17 luglio 1989.
Il singolo è uscito qualche mese prima dell'inizio della prima tournée di Mylène Farmer nel 1989. Nonostante questo all'uscita del CD live nel 1989, il cofanetto non conterrà la canzone originale bensì solo la versione presentata in concerto, mentre la versione studio comparirà solo nel 45giri e nel cd singolo. Si dovrà aspettare l'uscita del best of Les mots per ascoltare la traccia studio su un album. Ciò nonostante il singolo presenta un inedito, La veuve noire che sarà in seguito inserita nello stesso "best of".
Il video è una sorta di apocalisse dei personaggi creati da Laurent Boutonnat nei cortometraggi precedenti: ritroviamo Mylène attorniata dal burattinaio di Sans contrefaçon, la rivale di Libertine, il torero di Sans logique e tutti gli altri che si dirigono insieme nel fiume della morte. Molti fans interpretarono questo video come un addio alle scene.
Il singolo ha venduto circa 160 000 copie, arrivando alla 16ª posizione della single chart, senza ottenere riconoscimenti.

## Versioni ufficiali
1. À quoi je sers... (Single Version) (4:39)
2. À quoi je sers... (Club Remix) (7:57)
3. À quoi je sers... (Orchestral Version) (4:37)
4. À quoi je sers... (Live Version 89) (5:15)
5. À quoi je sers... (Live Version 09) (5:07)